# Dian Cecht
Dian Cecht, déu irlandès de la curació de la mitologia celta, un Tuatha Dé Danann. El seu nom, que significa «captura ràpida», evoca la precisió de la seva màgia i l'eficàcia de la seva medicina. La seva funció es troba dins de les tres classes de l'esquema indoeuropeu (sacerdotal, guerrer, artesanal), tal com va ser estudiat per Georges Dumézil.
És el fill d'Easarg i el pare de Cian, pel que era l'avi de Lug. També té una filla Airmed i d'altres dos fills, Miach i Ormiach (duplicat de l'anterior).
A la història de la Batalla Cath Maige Tuired, apareix guarint als ferits, fa aixecar als morts mitjançant la immersió en la Font de la Salut mentre canta conjurs rituals i màgics; la seva filla Airmed recull plantes medicinals per a la Font. Quan al rei Nuada Airgetlám li van tallar un braç en la primera batalla, ell fa una pròtesi de plata per esborrar la malaltia i restaurar-ho a la sobirania. Més tard, per gelosia, va matar el seu fill Miach, que havia empeltat el braç tallat de Nuada. És un déu venjatiu i bel·licós.